# Bonjour Babar
 (décembre 2016).
Si vous disposez d'ouvrages ou d'articles de référence ou si vous connaissez des sites web de qualité traitant du thème abordé ici, merci de compléter l'article en donnant les références utiles à sa vérifiabilité et en les liant à la section « Notes et références ».
Bonjour Babar est une émission de télévision française pour la jeunesse diffusée du 12 septembre 1994 au 21 décembre 1996 sur France 3.
Elle était orientée vers les téléspectateurs les plus jeunes, tout comme Zouzous sur France 5, et contenait des interludes musicaux, dans lesquels les personnages de la série Babar chantaient, avant qu'une voix off n'annonce le programme à venir.

## Programmation

### Séries d'animation
- Les Babalous
- Boumbo
- Démétan, la petite grenouille
- Les Fables géométriques
- Fantastic Max
- Madeline
- Mimi Cracra
- Le Monde irrésistible de Richard Scarry
- Les Moomins
- Les Muppet Babies
- Le Pingu Show
- Les Bons Conseils de Célestin
- Les petits malins
- Léa et Gaspard
- Popeye, Olive et Mimosa
- Oui-Oui
- Princesse Zelda
- Le Retour du Roi Léo
- Rupert
- Les Snorky
- Super Mario Bros.
- Urmel